# Kenzhesh Sarsekenova-Orynbayeva
Kenzhesh Sadykovna Sarsekenova-Orynbayeva (Kazachs: Кенжеш Садыққызы Сарсекенова-Орынбаева, Russisch: Кенжеш Садыковна Сарсекенова-Орынбаева) (17 oktober 1972) is een Kazachs langebaanschaatsster.
Zij nam voor Kazachstan deel aan de olympische winterspelen in 1994 en 1998.

## Records

### Persoonlijke records[2]
| Afstand    | Tijd    | Datum            | Baan     |
| ---------- | ------- | ---------------- | -------- |
| 500 meter  | 42,40   | 25 november 1992 | Alma Ata |
| 1000 meter | 1.27,07 | 25 december 1997 | Alma Ata |
| 1500 meter | 2.11,61 | 25 november 1992 | Alma Ata |
| 3000 meter | 4.34,63 | 18 december 1993 | Alma Ata |
| 5000 meter | 8.29,52 | 27 januari 1993  | Alma Ata |